# Resolució 1670 del Consell de Seguretat de les Nacions Unides
La Resolució 1670 del Consell de Seguretat de les Nacions Unides fou adoptada per unanimitat el 13 d'abril de 2006. Després de reafirmar totes les resolucions sobre la situació entre Eritrea i Etiòpia, en particular les resolucions 1640 (2005) i 1661 (2006), el Consell va prorrogar el mandat de la Missió de les Nacions Unides a Etiòpia i a Eritrea (UNMEE) durant un període d'un mes fins al 15 de maig de 2006.

## Resolució

### Observacions
El Consell de Seguretat va reafirmar el seu suport al procés de pau entre els dos països i la plena aplicació de l'acord d'Alger. Va subratllar que la pau a la regió no es podia assolir sense la demarcació de la frontera entre Eritrea i Etiòpia.
Els membres del Consell també van reafirmar el seu compromís de vetllar perquè ambdues parts permetessin a la UNMEE treballar lliurement i proporcionar l'accés, l'assistència, el suport i la protecció necessaris durant el mandat; la demarcació de la frontera no podia tenir lloc sense la llibertat de moviment de la UNMEE, que havia estat sota una "restricció inacceptable".

### Actes
Ampliant el mandat de la MINUEE per un període d'un mes com una qüestió de tecnicisme pendent de discussions posteriors sobre el seu futur, el Consell va exigir que Etiòpia i Eritrea complissin plenament la resolució 1640. Es va demanar als Estats membres que proporcionessin contribucions a un fons fiduciari establert per la Resolució 1177 (1998) i suport a la MINUEE.
La resolució va assenyalar que si les parts no havien complert plenament la resolució 1640 abans de maig de 2006, el Consell examinaria la situació de la MINUEE, inclosa la transformació a una missió d'observació.